# South Park 10: The Game

South Park 10 The Game es un juego para teléfono móvil basado en la serie animada South Park el juego fue lanzado el 28 de marzo de 2007 luego de que terminara la décima temporada de la serie.
South Park 10: The Game, cuenta con diez escenarios, cada uno está basada en un episodio de cada temporada de South Park (desde la primera temporada hasta la décima).

## Protagonistas
01) Scuzzlebutt (principal)
02) Las vacas de South Park (desbloqueable)
03) Paco el flaco (desbloqueable)
04) Kyle Broflovski (desbloqueable)
05) Butters Stotch (desbloqueable)
06) Lemmiwinks (desbloqueable)
07) Stan Marsh (desbloqueable)
08) Kenny McCormick (desbloqueable)
09 y 10) Eric Cartman (desbloqueable)

### Curiosidades
- Cada nivel está basado en un episodio.
- Última aparición de Paco el flaco.
- Scuzzlebutt es el único que sangra cuando pierdes.
- Cartman es el único personaje que es protagonista de dos niveles.
- El Nivel de Scuzzlebutt y Lemmiwinks es el único en donde no hay antagonistas.
  - Casualmente ambos son animales.

- Datos: Q3965578